# Офіційний перелік регіонально рідкісних рослин Кіровоградської області
Офіційний перелік регіонально рідкісних рослин Кіровоградської області — список, що містить перелік видів рослин, які не занесені до Червоної книги України, але є рідкісними або такими, що перебувають під загрозою зникнення на території Кіровоградської області.

## Історія
За часів Незалежності уперше перелік видів тварин і судинних рослин, що підлягають особливій охороні на території Кіровоградської області було прийнято рішенням Кіровоградської обласної ради від 17 грудня 1993 року № 216.
1999 року на підставі подання Лабораторії наукових основ заповідної справи Міністерства охорони навколишнього природного середовища та ядерної безпеки України Кіровоградська обласна рада вирішила Внести зміни і доповнення до переліків видів тварин і судинних рослин, що підлягають особливій охороні на території області. Відповідні зміни були затвердженні на п'ятій сесія Кіровоградської обласної ради двадцять третього скликання рішенням від 25 березня 1999 року № 65.
У 2015 році почалося проведення наукових досліджень з метою внесення змін до Переліку видів судинних рослин і тварин, які підлягають особливій охороні на території Кіровоградської області, що сприятиме імплементації Україною норм директив Європейського Союзу у сфері охорони довкілля. На дослідження, які плануються закінчити 2017 року, було виділено 200 тисяч гривень.

## Перелік
| № п/п | Українська назва виду           | Латинська назва виду                                 |
| ----- | ------------------------------- | ---------------------------------------------------- |
| 1     | Аденофора лілієлиста            | Adenophora lilifolia (L.) Ledeb. ex A.DC.            |
| 2     | Азинеума сірувата               | Asyneuma canescens (Waldst. & Kit.) Griseb. & Schenk |
| 3     | Аїр звичайний                   | Acorus calamus L.                                    |
| 4     | Аконіт шерстистовустний         | Aconitum lasiostomum Rchb. ex Besser                 |
| 5     | Анемона лісова                  | Anemone sylvestris L.                                |
| 6     | Аспленій північний              | Asplenium septentrionale (L.) Hoffm.                 |
| 7     | Астрагал безстрілковий          | Astragalus exscapus L.                               |
| 8     | Астрагал блідий                 | Astragalus pallescens Bieb.                          |
| 9     | Астрагал понтичний              | Astragalus ponticus Pallas                           |
| 10    | Багатоніжка звичайна            | Polypodium vulgare L.                                |
| 11    | Багатоніжка проміжна            | Polypodium interjectum Shivas                        |
| 12    | Безщитник жіночий               | Athyrium filix-femina (L.) Roth                      |
| 13    | Белевалія сарматська            | Bellevalia sarmatica (Pallas ex Georgi) Woronow      |
| 14    | Буквиця лікарська               | Betonica officinalis L.                              |
| 15    | Валеріана російська             | Valeriana rossica P.Smirnov                          |
| 16    | Вечорниці плакучі               | Hesperis tristis L.                                  |
| 17    | Виноград лісовий                | Vitis sylvestris C.C.Gmelin                          |
| 18    | Вишня магалебська               | Cerasus mahaleb (L.) Miller                          |
| 19    | Вишня степова                   | Cerasus fruticosa (Pallas) Woronow                   |
| 20    | Воловик несправжньо-блідожовтий | Anchusa pseudoochroleuca Des.-Shost.                 |
| 21    | Волошка дніпровська             | Centaurea borysthenica Gruner                        |
| 22    | Волошка руська                  | Centaurea ruthenica Lam.                             |
| 23    | Гадюча цибулька занедбана       | Muscari neglectum Guss. ex Ten.                      |
| 24    | Гвоздика Андржійовського        | Dianthus andrzejowskianus (Zapal .) Kulcz.           |
| 25    | Гвоздика картузіанська          | Dianthus carthusianorum L.                           |
| 26    | Гвоздика розчепірена            | Dianthus squarrosus Bieb.                            |
| 27    | Гіацинтик блідий                | Hyacinthella leucophaea Schur                        |
| 28    | Гоніолімон Бессера              | Goniolimon besserianum (Schultes ex Reichenb.) Kusn. |
| 29    | Гоніолімон татарський           | Goniolimon tataricum (L.) Boiss.                     |
| 30    | Горицвіт весняний               | Adonis vernalis L.                                   |
| 31    | Горицвіт волзький               | Adonis volgensis Steven ex DC.                       |
| 32    | Громовик великощетинистий       | Onosma macrochaeta Klokov & Dobroch.                 |
| 33    | Грушанка круглолиста            | Pyrola rotundifolia L.                               |
| 34    | Егоніхон фіолетово-голубий      | Aegonychon purpureo-caeruleum (L.) J.Holub           |
| 35    | Ефедра двоколоскова             | Ephedra distachya L.                                 |
| 36    | Живокіст Бессера                | Symphytum besseri Zaverucha                          |
| 37    | Жовтозілля Швецова              | Senecio schvetzovii Korsh.                           |
| 38    | Зірочки південнобузькі          | Gagea hypanica Sobko                                 |
| 39    | Золототисячник звичайний        | Centaurium erythraea Rafn                            |
| 40    | Кадило сарматське               | Melittis sarmatica Klokov                            |
| 41    | Кермек замшевий                 | Limonium alutaceum (Steven) Kuntze                   |
| 42    | Кермек Мейєра                   | Limonium meyeri (Boiss.) Kuntze                      |
| 43    | Кизил справжній                 | Cornus mas L.                                        |
| 44    | Козлятник лікарський            | Galega officinalis L.                                |
| 45    | Конвалія звичайна               | Convallaria majalis L.                               |
| 46    | Ласкавець серпоподібний         | Bupleurum falcatum L.                                |
| 47    | Леопольдія тонкоцвіта           | Leopoldia tenuiflora L.                              |
| 48    | Леопольдія чубкувата            | Leopoldia comosa (L.) Parl.                          |
| 49    | Лещиця дністровська             | Gypsophila thyraica A.Krasnova                       |
| 50    | Ломиніс прямий                  | Clematis recta L.                                    |
| 51    | Ломиніс цілолистий              | Clematis integrifolia L.                             |
| 52    | Льон Черняєва                   | Linum czerniaëvii Klokov                             |
| 53    | Льон шорсткий                   | Linum hirsutum L.                                    |
| 54    | Мигдаль степовий                | Amygdalus nana L.                                    |
| 55    | Молодило руське                 | Sempervivum ruthenicum Schnittspahn & C.B.Lehm.      |
| 56    | Наперстянка великоцвіта         | Digitalis grandiflora Miller                         |
| 57    | Оман високий                    | Inula helenium L.                                    |
| 58    | Оман мечолистий                 | Inula ensifolia L.                                   |
| 59    | Осока вузьколиста               | Carex stenophylla Wahlenb.                           |
| 60    | Осока Гартмана                  | Carex hartmanii Cajander                             |
| 61    | Осока дворядна                  | Carex disticha Hudson                                |
| 62    | Осока житня                     | Carex secalina Willd. ex Wahlenb.                    |
| 63    | Осока остюкова                  | Carex atherodes Sprengel                             |
| 64    | Осока парвська                  | Carex brevicollis DC.                                |
| 65    | Осока ячмениста                 | Carex hordeistichos Vill.                            |
| 66    | Очиток Борисової                | Sedum borissovae Balk.                               |
| 67    | Первоцвіт весняний              | Primula veris L.                                     |
| 68    | Півники злаколисті              | Iris graminea L.                                     |
| 69    | Півники карликові               | Iris pumila L.                                       |
| 70    | Півники солелюбні               | Iris halophila Pallas                                |
| 71    | Півники угорські                | Iris hungarica Waldst. & Kit.                        |
| 72    | Пухирник ламкий                 | Cystopteris fragilis (L.) Bernh.                     |
| 73    | Пухівка багатоколоскова         | Eriophorum angustifolium Honckeny                    |
| 74    | Ранник весняний                 | Scrophularia vernalis L.                             |
| 75    | Ряст Маршалла                   | Corydalis marschalliana (Pallas) Pers.               |
| 76    | Рястка Гуссона                  | Ornithogalum gussonei Ten.                           |
| 77    | Рястка торочкувата              | Ornithogalum fimbriatum Willd.                       |
| 78    | Рястка Фішера                   | Ornithogalum fischerianum Krasch.                    |
| 79    | Смовдь піскова                  | Peucedanum arenarium Waldst. & Kit.                  |
| 80    | Суниці мускусні                 | Fragaria moschata Duchesne                           |
| 81    | Фізаліс звичайний               | Physalis alkekengi L.                                |
| 82    | Хвощ великий                    | Equisetum telmateia Ehrh.                            |
| 83    | Чебрець Черняєва                | Thymus × tschernjajevii Klokov & Schost.             |
| 84    | Шипшина найколючіша             | Rosa spinosissima L.                                 |
| 85    | Шоломниця висока                | Scutellaria altissima L.                             |
| 86    | Шолудивник Кауфмана             | Pedicularis kaufmannii Pinzger                       |
| 87    | Щитник гребенястий              | Dryopteris cristata (L.) A.Gray                      |
| 88    | Щитник чоловічий                | Dryopteris filix-mas (L.) Schott                     |
| 89    | Щитник шартрський               | Dryopteris carthusiana (Vill.) H.P.Fuchs             |
| 90    | Юринея вапнякова                | Jurinea calcarea Klokov                              |